# Secondigny
Secondigny est une commune du Centre-Ouest de la France située dans le département des Deux-Sèvres, en région Nouvelle-Aquitaine.

## Géographie
La commune est située au centre du département des Deux-Sèvres au croisement de deux axes routiers importants : Bressuire-Niort et Poitiers-La Roche-sur-Yon, à une quinzaine de kilomètres à l'ouest de Parthenay. Le Thouet prend sa source non loin de Secondigny, dans la commune du Beugnon.

### Localisation et communes limitrophes
|                   | Neuvy-Bouin, Pougne-Hérisson | Saint-Aubin-le-Cloud |
| Vernoux-en-Gâtine | Secondigny                   | Azay-sur-Thouet      |
| Le Beugnon        | Le Retail                    | Allonne              |

### Climat
Le climat qui caractérise la commune est qualifié, en 2010, de « climat océanique altéré », selon la typologie des climats de la France qui compte alors huit grands types de climats en métropole. En 2020, la commune ressort du même type de climat dans la classification établie par Météo-France, qui ne compte désormais, en première approche, que cinq grands types de climats en métropole. Il s’agit d’une zone de transition entre le climat océanique, le climat de montagne et le climat semi-continental. Les écarts de température entre hiver et été augmentent avec l'éloignement de la mer. La pluviométrie est plus faible qu'en bord de mer, sauf aux abords des reliefs.
Les paramètres climatiques qui ont permis d’établir la typologie de 2010 comportent six variables pour les températures et huit pour les précipitations, dont les valeurs correspondent à la normale 1971-2000. Les sept principales variables caractérisant la commune sont présentées dans l'encadré ci-après.
| Paramètres climatiques communaux sur la période 1971-2000 - Moyenne annuelle de température : 11,5 °C - Nombre de jours avec une température inférieure à −5 °C : 1,9 j - Nombre de jours avec une température supérieure à 30 °C : 4,2 j - Amplitude thermique annuelle : 14,6 °C - Cumuls annuels de précipitation : 942 mm - Nombre de jours de précipitation en janvier : 12,9 j - Nombre de jours de précipitation en juillet : 7,2 j |

Avec le changement climatique, ces variables ont évolué. Une étude réalisée en 2014 par la Direction générale de l'Énergie et du Climat complétée par des études régionales prévoit en effet que la  température moyenne devrait croître et la pluviométrie moyenne baisser, avec toutefois de fortes variations régionales. La station météorologique de Météo-France installée sur la commune et mise en service en 1959 permet de connaître en continu l'évolution des indicateurs météorologiques. Le tableau détaillé pour la période 1981-2010 est présenté ci-après.
| Mois                                  | jan.             | fév.             | mars           | avril         | mai           | juin          | jui.          | août           | sep.            | oct.          | nov.            | déc.             | année      |
| ------------------------------------- | ---------------- | ---------------- | -------------- | ------------- | ------------- | ------------- | ------------- | -------------- | --------------- | ------------- | --------------- | ---------------- | ---------- |
| Température minimale moyenne (°C)     | 1,6              | 1,3              | 3              | 4,7           | 8,2           | 11            | 12,9          | 12,5           | 10              | 8             | 4,2             | 2                | 6,6        |
| Température moyenne (°C)              | 4,6              | 5,2              | 7,8            | 10            | 13,8          | 17,1          | 19,2          | 19             | 16              | 12,5          | 7,8             | 5                | 11,5       |
| Température maximale moyenne (°C)     | 7,6              | 9                | 12,6           | 15,3          | 19,3          | 23,1          | 25,5          | 25,5           | 22              | 17            | 11,4            | 8                | 16,4       |
| Record de froid (°C) date du record   | −17,1 16.01.1985 | −18,5 04.02.1963 | −13,5 01.03.05 | −6 05.04.1975 | −3 03.05.1979 | 1 03.06.1975  | 4 02.07.1980  | 2,4 30.08.1986 | −0,5 21.09.1977 | −3,2 26.10.10 | −9,3 22.11.1993 | −12,5 28.12.1962 | −18,5 1963 |
| Record de chaleur (°C) date du record | 16,8 28.01.1966  | 21,2 15.02.1998  | 25,4 20.03.05  | 29 30.04.05   | 32,8 29.05.01 | 38,4 27.06.19 | 39,2 23.07.19 | 40,2 05.08.03  | 34,2 14.09.20   | 30,7 02.10.11 | 21,5 08.11.15   | 18 15.12.1998    | 40,2 2003  |
| Précipitations (mm)                   | 127,8            | 92,2             | 84,2           | 84,3          | 77,9          | 57,6          | 65,5          | 51,4           | 76,9            | 121,3         | 116,9           | 125              | 1 081      |

## Urbanisme

### Typologie
Au 1er janvier 2024, Secondigny est catégorisée bourg rural, selon la nouvelle grille communale de densité à sept niveaux définie par l'Insee en 2022.
Elle est située hors unité urbaine et hors attraction des villes,.

### Occupation des sols
L'occupation des sols de la commune, telle qu'elle ressort de la base de données européenne d’occupation biophysique des sols Corine Land Cover (CLC), est marquée par l'importance des territoires agricoles (88,6 % en 2018), en diminution par rapport à 1990 (90 %). La répartition détaillée en 2018 est la suivante : 
terres arables (32,5 %), prairies (30,3 %), zones agricoles hétérogènes (20,8 %), forêts (6,7 %), cultures permanentes (5 %), zones urbanisées (3 %), zones industrielles ou commerciales et réseaux de communication (1 %), espaces verts artificialisés, non agricoles (0,8 %). L'évolution de l’occupation des sols de la commune et de ses infrastructures peut être observée sur les différentes représentations cartographiques du territoire : la carte de Cassini (XVIIIe siècle), la carte d'état-major (1820-1866) et les cartes ou photos aériennes de l'IGN pour la période actuelle (1950 à aujourd'hui).

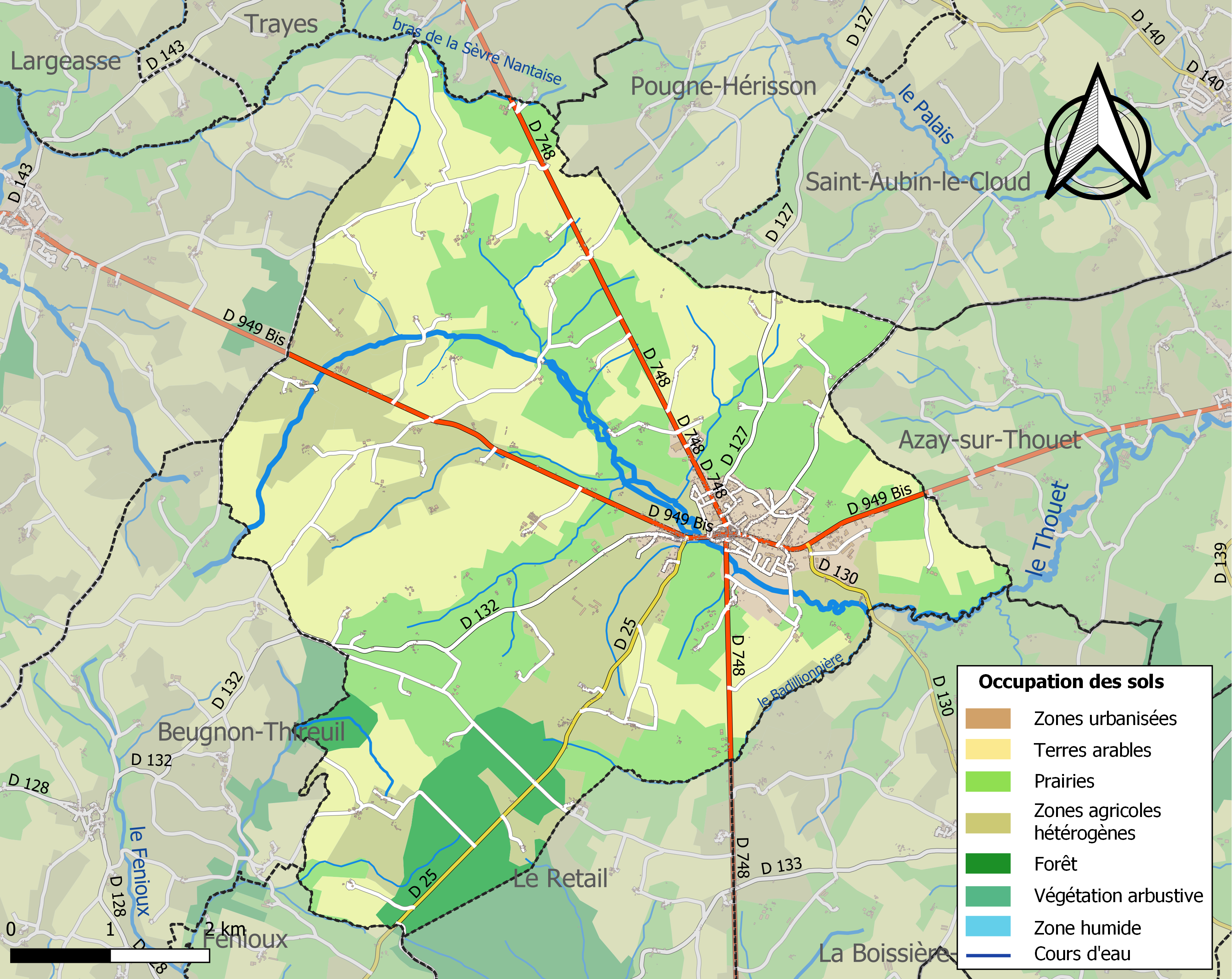
Carte des infrastructures et de l'occupation des sols de la commune en 2018 (CLC).

### Risques majeurs
Le territoire de la commune de Secondigny est vulnérable à différents aléas naturels : météorologiques (tempête, orage, neige, grand froid, canicule ou sécheresse), inondations, mouvements de terrains et séisme (sismicité modérée). Il est également exposé à un risque technologique,  le transport de matières dangereuses, et à un risque particulier : le risque de radon. Un site publié par le BRGM permet d'évaluer simplement et rapidement les risques d'un bien localisé soit par son adresse soit par le numéro de sa parcelle.

#### Risques naturels
Certaines parties du territoire communal sont susceptibles d’être affectées par le risque d’inondation par débordement de cours d'eau, notamment le Thouet. La commune a été reconnue en état de catastrophe naturelle au titre des dommages causés par les inondations et coulées de boue survenues en 1982, 1983, 1984, 1992, 1995, 1999 et 2010,. Le risque inondation est pris en compte dans l'aménagement du territoire de la commune par le biais du plan de prévention des risques inondation (PPRI) de la « Vallée du Thouet », approuvé le 13 novembre 2008, dont le périmètre regroupe 22 communes.

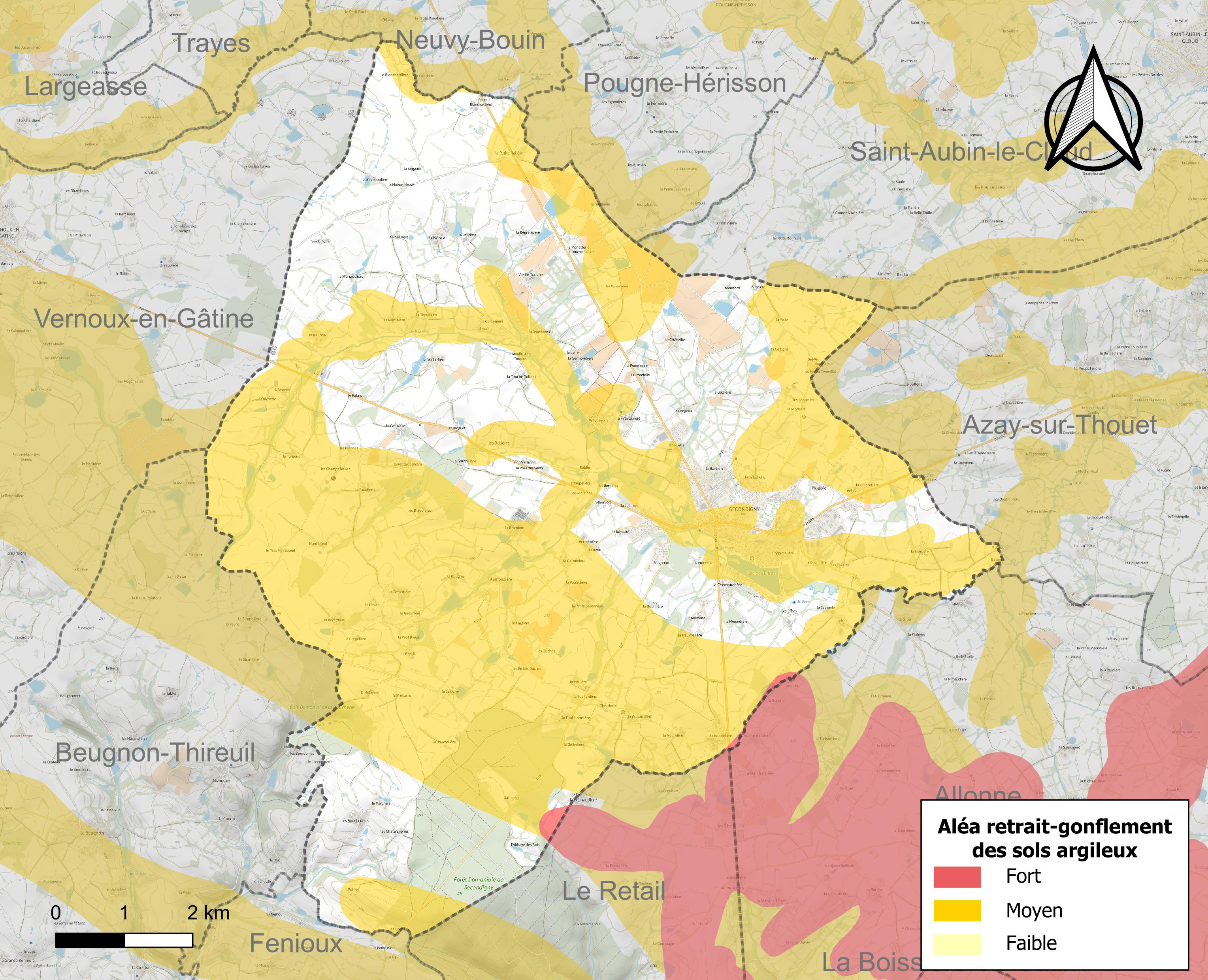
Carte des zones d'aléa retrait-gonflement des sols argileux de Secondigny.

Les mouvements de terrains susceptibles de se produire sur la commune sont des tassements différentiels. Le retrait-gonflement des sols argileux est susceptible d'engendrer des dommages importants aux bâtiments en cas d’alternance de périodes de sécheresse et de pluie. 59,7 % de la superficie communale est en aléa moyen ou fort (54,9 % au niveau départemental et 48,5 % au niveau national). Depuis le 1er octobre 2020, en application de la loi ELAN, différentes contraintes s'imposent aux vendeurs, maîtres d'ouvrages ou constructeurs de biens situés dans une zone classée en aléa moyen ou fort,.
La commune a été reconnue en état de catastrophe naturelle au titre des dommages causés par la sécheresse en 1989, 1991 et 2005 et par des mouvements de terrain en 1999 et 2010.

#### Risque particulier
Dans plusieurs parties du territoire national, le radon, accumulé dans certains logements ou autres locaux, peut constituer une source significative d’exposition de la population aux rayonnements ionisants. Selon la classification de 2018, la commune de Secondigny est classée en zone 3, à savoir zone à potentiel radon significatif.

## Histoire
Secondigny entre dans l'histoire en 1068 lorsque le seigneur de Parthenay et archevêque de Bordeaux, Joscelin II, accorde à Raymond, abbé de Bourgueil, la faveur de faire édifier une église en dehors du château, lequel était déjà pourvu d'une chapelle. La construction de l'église commence dans la dernière décennie du XIe siècle.
A l'orée de la forêt, le prieuré augustinien de Notre-Dame-des-Bois se serait installé au XIIe siècle.
Du point de vue féodal, la baronnie de Secondigny est donc aux mains des Parthenay, puis de leurs descendants les Orléans-Longueville et les Savoie-Nemours (cf. les articles Louis d'Orléans et Philippe de Savoie). Jacques de Savoie (1531-1585 ; fils de Philippe) la cède un moment aux Cormaillon (Claude de Cormaillon en 1550, puis Bernardin et François — cités en 1564 — et Jean), puis la récupère en 1565/1566 pour la vendre à Artus de Cossé, le maréchal de Cossé.
Au XVIe siècle, le maréchal Artus de Cossé-Brissac (1512-1582) est fait comte de Secondigny en 1566/1567 ; sa fille aînée Renée de Cossé hérite, mais reste sans postérité de son union avec Charles de Montmorency-Damville ; la succession passera au neveu de Renée, Louis Gouffier (1575-1642 ; fils de sa sœur Jeanne de Cossé et de Gilbert Gouffier, duc de Roannais), et à sa nièce Francienne de L'Hôpital de Choisy (fille de Jacques de L'Hospital et de Madeleine de Cossé, la dernière sœur de Renée et Jeanne de Cossé ; cousine au 3° du maréchal de Vitry, et femme de Jacques Le Roy de La Grange de Quincy).
Le maréchal Charles de La Porte (1602-1664), 1er duc de La Meilleraye à Parthenay et Beaulieu, cousin germain de Richelieu, arrière-petit-neveu par alliance d'Artus de Cossé, acquiert la seigneurie (et aussi la baronnie de Parthenay, sur le duc Henri II de Longueville en 1641) et devient aussi comte de Secondigny.
Finalement, la terre de Secondigny passe au domaine royal en 1729, et fait partie de l'apanage du comte d'Artois (aussi comte de Poitou) en 1779.
Plus d'information sur le site Internet de l'association Histoire et Patrimoine : https://histoire-secondigny.fr/

### Liste des maires

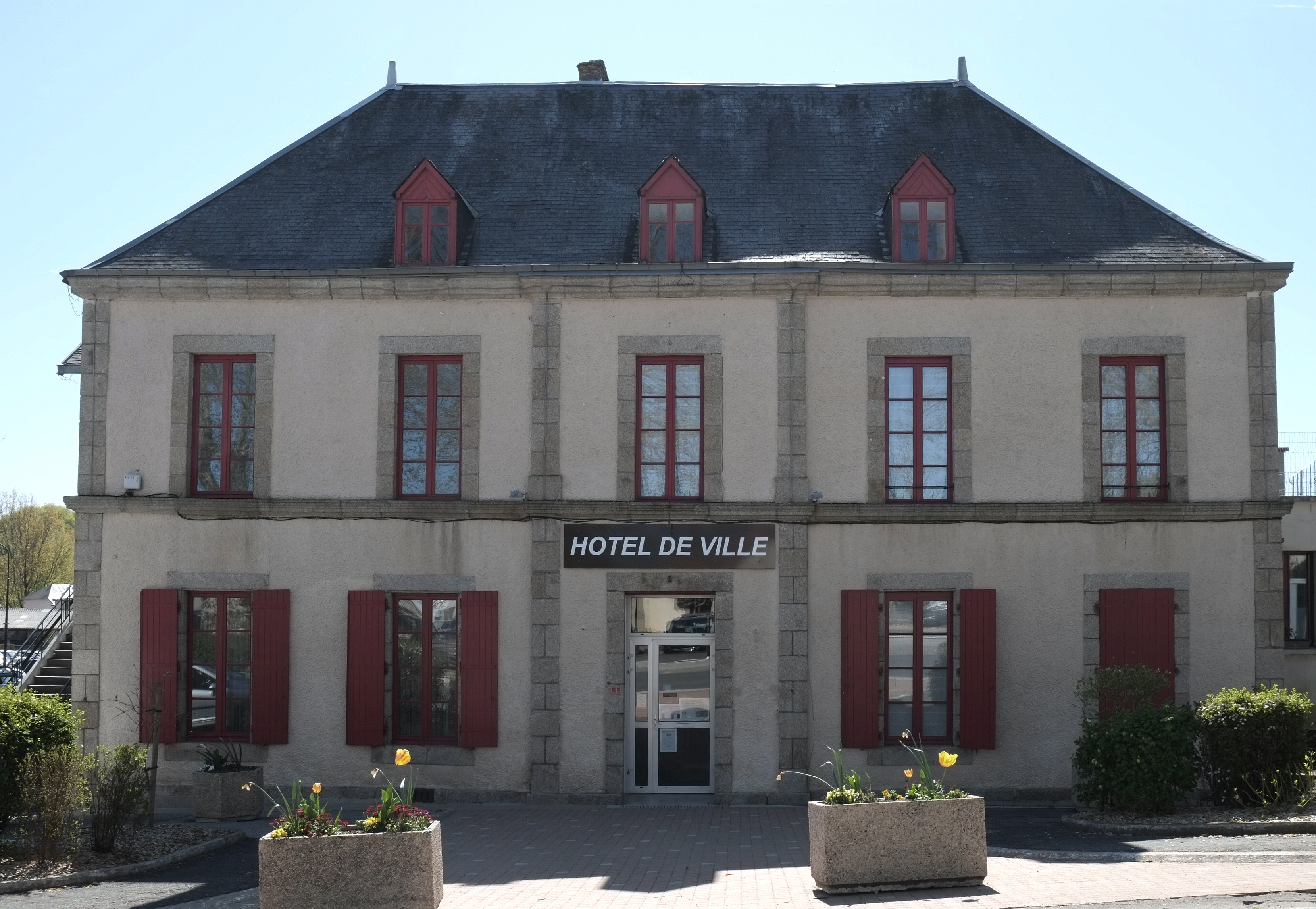
La mairie.

## Population et société

### Démographie
À partir du XXIe siècle, les recensements réels des communes de moins de 10 000 habitants ont lieu tous les cinq ans. Pour Secondigny, cela correspond à 2004, 2009, 2014, etc. Les autres dates de « recensements » (2006, etc.) sont des estimations légales.
| 1793  | 1800  | 1806  | 1821  | 1831  | 1836  | 1841  | 1846  | 1851  |
| ----- | ----- | ----- | ----- | ----- | ----- | ----- | ----- | ----- |
| 1 424 | 1 405 | 1 368 | 1 395 | 1 581 | 1 719 | 1 587 | 1 764 | 1 939 |

| 1856  | 1861  | 1866  | 1872  | 1876  | 1881  | 1886  | 1891  | 1896  |
| ----- | ----- | ----- | ----- | ----- | ----- | ----- | ----- | ----- |
| 1 973 | 1 973 | 2 100 | 2 157 | 2 178 | 2 355 | 2 508 | 2 581 | 2 455 |

| 1901  | 1906  | 1911  | 1921  | 1926  | 1931  | 1936  | 1946  | 1954  |
| ----- | ----- | ----- | ----- | ----- | ----- | ----- | ----- | ----- |
| 2 415 | 2 462 | 2 425 | 2 216 | 2 159 | 2 096 | 2 146 | 2 171 | 2 070 |

| 1962  | 1968  | 1975  | 1982  | 1990  | 1999  | 2004  | 2006  | 2009  |
| ----- | ----- | ----- | ----- | ----- | ----- | ----- | ----- | ----- |
| 2 053 | 2 062 | 2 020 | 2 026 | 1 907 | 1 774 | 1 721 | 1 691 | 1 773 |

| 2014  | 2019  | 2022  | - | - | - | - | - | - |
| ----- | ----- | ----- | - | - | - | - | - | - |
| 1 828 | 1 802 | 1 791 | - | - | - | - | - | - |

## Économie
La commune est connue pour ses productions de pommes (reinette Clochard). Voilà quelques exemples des producteurs de pommes: Earl Desnoues sur la route de Champdeniers ou encore Eric Michel. On peut y trouver du jus de pommes mais aussi du cidre et surtout des bonnes pommes de gâtine.

## Lieux et monuments
Église Sainte-Eulalie, : sans doute édifiée à partir du XIe siècle sur une motte féodale entourée de marais, elle présente de nombreuses analogies avec l'église Saint-Pierre de Parthenay-le-Vieux, située à 15 km de là, mais son clocher, construit au-dessus du bras droit du transept, sans doute au milieu du XIIIe siècle, l'en différencie. Dans le chœur, on trouve des traces de fresques d'époques romane, gothique et Renaissance, ainsi qu'une litre funéraire. Le portail Sud (fin XIIe siècle) est protégé par un porche à la mode bretonne, inhabituel en Gâtine. L'église, à l'exception des travées neuves de la nef a été classée au titre des monuments historiques en 1929.
Quant à la nef, elle a été rallongée de 3 travées de 1897 à 1900, dans le style roman d'origine.

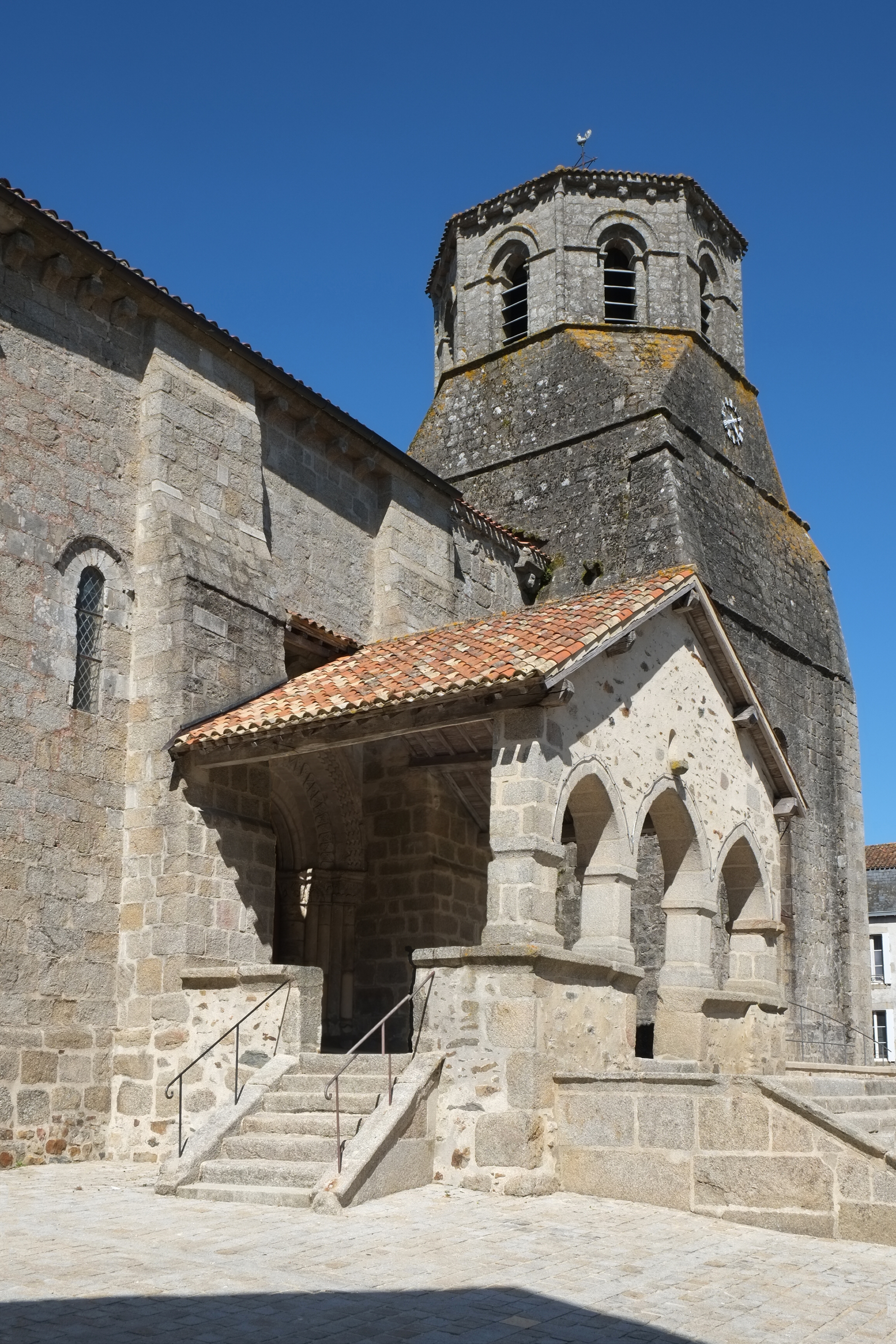
Porche de l'église Sainte-Eulalie.
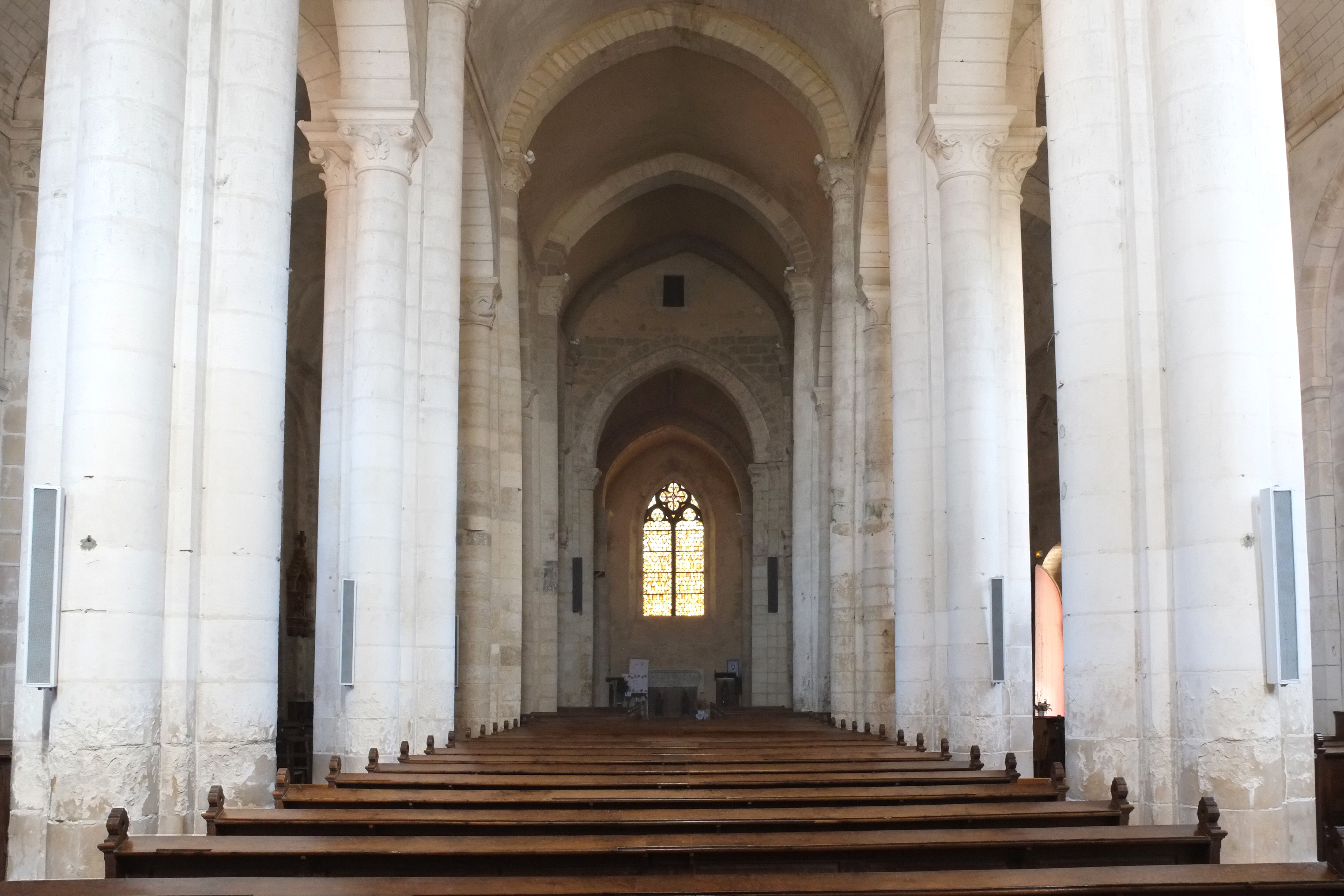
Nef de l'église Saint-Eulalie.

## Personnalités liées à la commune
- Pierre-Artus de La Voyrie (1738-1793), chevalier seigneur dudit nom en cette paroisse fut électeur pour la noblesse convoquée aux états généraux en 1789[36].
- Louis Ganne (1815-1886), homme politique, maire de Parthenay en 1864, député des Deux-Sèvres de 1877 à 1886.
- Louis Merle (1890-1973), né à Secondigny, médecin, historien régionaliste du Poitou, membre fondateur des Sociétés savantes et culturelles du département des Deux-Sèvres[37].
- Roger Thabault (1895-1979), sociologue et pédagogue, a été instituteur à Secondigny en 1914.
- Michel Menu (1916-2015), résistant et figure du scoutisme.

## Héraldique
| Blason de Secondigny | Blason  | De gueules à trois chevrons d'or accompagnés en chef de deux angemmes d'argent. |
| Blason de Secondigny | Détails | Le statut officiel du blason reste à déterminer.                                |